# Phaeogramma
Phaeogramma är ett släkte av tvåvingar. Phaeogramma ingår i familjen borrflugor.
Kladogram enligt Catalogue of Life:
| Phaeogramma | \| \| Phaeogramma hispida \| \| \| \| \| \| Phaeogramma vittipennis \| \| \| \| |
|             | \| \| Phaeogramma hispida \| \| \| \| \| \| Phaeogramma vittipennis \| \| \| \| |
|             | Phaeogramma hispida                                                             |
|             |                                                                                 |
|             | Phaeogramma vittipennis                                                         |
|             |                                                                                 |